# Экхаут, Нико
Нико Экхаут (нидерл. Niko Eeckhout; род. 16 декабря 1970 в Изегеме, Бельгия) — бельгийский профессиональный шоссейный велогонщик. Чемпион Бельгии 2006 года в групповой гонке. Обладатель большого числа побед на бельгийских однодневных велогонках.

## Карьера
Начал свою карьеру в 1992 за скромную велокоманду «Collstrop», сразу начав показывать хорошие результаты на гонках. Так, в 1993 году выиграл Омлоп ван де Вламсе Схелдеборден и Тур Фламандских Арденн, а также стал вторым на гонке «Мемориал Рика Ван Стенбергена». В 1997 году перешёл в известную бельгийскую команду «Lotto-Mobistar-Isoglass». В её составе завоевал победы на Гран-при Лиллера и Чемпионате Фландрии. В 1999 подписал контракт с Palmans-Ideal, за которую провел два сезона, снова вернувшись в «Лотто». Второй приход в команду вышел более удачным. Уже в первом сезоне (2001) выиграл 11 гонок, включая Дварс дор Фландерен.
После окончания контракта перебрался в Chocolade Jacques-T Interim, в которой сразу стал лидером коллектива. В первом сезоне в новой команде (2005) повторил успех на Дварс дор Фландерен, первенствовал на однодневке Гран-при Исберга и этапе Трёх дней Де-Панне, а через год одержал главную победу в карьере, завоевав золото в групповой гонке на Чемпионате Бельгии, где опередил Тома Бонена и Филиппа Жильбера. Закончив сезон 2006 года с 12 победами на гонках и множеством мест в топ-10, стал первым в индивидуальном рейтинге UCI Europe Tour.
В течение следующих двух лет продолжил выступать на высоком уровне, несмотря на солидный возраст. Среди прочего, третий раз в карьере выиграл Омлоп ван хет Васланд, а также участвовал в крупных гонках, таких как Париж — Рубе. В составе Topsport Vlaanderen он стал наставником для молодых гонщиков.
В сентябре 2008 года руководство Topsport Vlaanderen объявило, что не будет продлевать контракт с 38-летним Экхаутом. По окончании сезона бельгиец заключил соглашение с ирландской континентальной командой «An Post–Sean Kelly». За неё он провел четыре сезона, став лидером коллектива и одержав 20 побед. Закончив профессиональную карьеру в 2013 году, Экхаут стал спортивным директором ирландской команды, продолжив параллельно принимать участие в бельгийских гонках для гонщиков без контракта.
В пелотоне Экхаут получил прозвище «Рэмбо» за свою стойкость на гонках в суровых условиях.

## Достижения
1992
1-й Каттекурс
1-й Этап 3 Тур Льежа
3-й Натионале Слёйтингспрейс
1993
1-й Омлоп ван де Вламсе Схелдеборден
1-й Тур Фламандских Арденн
1-й Омлоп ван хет Метьесланд
1-й Этап 2 & 3 Тур Пуату — Шаранты
2-й Гран-при Рика Ван Стенбергена
3-й Гюллегем Курсе
1994
2-й Омлоп ван хет Васланд
1995
1-й Омлоп Мандел-Лейе-Схелде
2-й Гран-при Зоттегема
1996
1-й Гран-при Лиллера
1-й Зеллик — Галмарден
1-й Чемпионат Фландрии
1-й Гран-при Плюмелека-Морбиана
10-й Париж — Брюссель
1997
1-й Гран-при Лиллера
1998
1-й Чемпионат Фландрии
1999
1-й Омлоп ван де Весткюст
1-й Гран-при Синт-Никласа
1-й Гюллегем Курсе
2-й Де Кюстпейл
2-й Омлоп ван хет Васланд
2-й Гран-при Брика Схотте
3-й Гран-при Денена
2000
1-й Чемпионат Фландрии
1-й Омлоп ван хет Хаутланд
1-й Гран-при Рюди Даненса
1-й Омлоп ван де Весткюст
2-й Тур Средней Зеландии
2-й Гран-при 1-го мая
2-й Омлоп ван хет Васланд
2-й Омлоп ван хет Метьесланд
3-й Тур Бохума
3-й Гран-при Хернинга
3-й Гран-при Орхуса
5-й Париж — Брюссель
2001
1-й Дварс дор Фландерен
1-й Гран-при Рика Ван Стенбергена
1-й Тур Средней Зеландии
1-й Гран-при Ефа Схеренса
1-й  Этуаль де Бессеж
1-й  Очковая классификация
1-й Этап 1
1-й Этап 3 Тур де Еврометрополь
2-й Париж — Брюссель
3-й Шоле — Земли Луары
3-й Нокере Курсе
3-й Схал Селс
6-й Гент — Вевельгем
9-й Три дня Де-Панне
1-й  Очковая классификация
9-й Тур Дании
1-й Этап 2
2003
1-й Мемориал Рика Ван Стенбергена
1-й Этап 1 Тур Валлонии
2-й Омлоп ван де Вламсе Схелдеборден
3-й Гран-при Ефа Схеренса
2004
1-й Тур Средней Зеландии
2-й Мемориал Рика ван Стенбергена
1-й Этап 4 Стер Электротур
10-й Париж — Брюссель
2005
1-й Дварс дор Фландерен
1-й Гран-при Исберга
1-й Омлоп ван де Вламсе Схелдеборден
1-й Гран-при Бекмана-Де Калюве
1-й Этап 2 Три дня Де-Панне
1-й Этап 1 Тур де Еврометрополь
2-й Гюллегем Курсе
4-й Омлоп Хет Ниувсблад
4-й Париж — Брюссель
5-й Схелдепрейс
8-й Венендал — Венендал
2006
1-й UCI Europe Tour
1-й  Три дня Западной Фландрии
1-й Этап 3
Тур де Еврометрополь
1-й  Очковая классификация
1-й Этап 3
Чемпионат Бельгии
1-й  Групповая гонка
1-й Мемориал Рика Ван Стенбергена
1-й Чемпионат Фландрии
1-й Омлоп ван хет Васланд
1-й Гран-при Синт-Никласа
2-й Омлоп ван хет Хаутланд
2-й Шоле — Земли Луары
2-й Омлоп Мандел-Лейе-Схелде
4-й Схелдепрейс
2007
1-й Омлоп ван хет Васланд
2-й Мемориал Рика Ван Стенбергена
2-й Дварс дор Фландерен
3-й Омлоп ван хет Хаутланд
2008
1-й Омлоп ван хет Васланд
1-й Гран-при Марселя Кинта
2-й Три дня Западной Фландрии
Чемпионат Бельгии
3-й  Групповая гонка
3-й Дварс дор Фландерен
3-й Венендал — Венендал
2009
1-й Мемориал Рика Ван Стенбергена
1-й Гран-при Зоттегема
1-й Гран-при Брика Схотте
Рас Тайлтенн
1-й  Очковая классификация
1-й Этап 1
1-й Этапы 4 & 5 Вуэльта Эстремадуры
2-й Дварс дор Фландерен
3-й Омлоп ван хет Хаутланд
2010
1-й Этап 5 Этуаль де Бессеж
1-й Этап 3 Тур Уазы
2-й Тур Груне Харта
7-й Омлоп Хет Ниувсблад
2011
1-й Гран-при Эйгена Роггемана
1-й Этап 2 Три дня Западной Фландрии
3-й Хандзаме Классик
2012
1-й Схал Селс
1-й Омлоп дер Кемпен
1-й Ванзел Курсе
3-й Дварс дор хет Хагеланд
2013
2-й ПВЗ Зюйденвелдтур
2-й Омлоп ван хет Васланд
3-й Омлоп Мандел-Лейе-Схелде

## Статистика выступлений

### Гранд-туры
| Гонка           | 2001 |
| --------------- | ---- |
| Джиро д'Италия  | НФ   |
| Тур де Франс    | —    |
| Вуэльта Испании | —    |

| —  | Не участвовал  |
| НФ | Не финишировал |